# 三班院
三班院是北宋的中央人事机构，负责管理三班使臣名籍、磨勘、差遣、注拟、升迁、酬赏。三班院机构简单，人员配备少，长官任职时间短。

## 历史沿革
唐代，供奉官、殿直、承旨统称三班使臣，由宦官出任。从中唐到五代宋初，三班使臣从宦官演变为军职、低级武官。北宋初，宣徽院负责管理三班使臣铨选与内廷事物。
太平兴国六年二月以内客省使厅事初设。雍熙四年（987年）正式设立三班院，管理三班使臣。从三班借职到东头供奉官都算是三班使臣。但大使臣与无品使臣不算。三班使臣具体包括：
- 内殿承制（正八品）
- 内殿崇班
- 东头供奉官 从八品
- 西头供奉官 从八品
- 左班侍禁 正九品
- 右班侍禁 正九品
- 左班殿直 正九品
- 右班殿直正九品
- 三班奉职从九品
- 三班借职从九品

三班使臣的来源是荫补、军员转补、吏人出职，武举出身（宋仁宗增加）。三班院负责荫补出身者的入官的考试中的书算、策略。 
三班使臣磨勘，着重其任官年限。
三班使臣差遣，着重其任职资历。然后再经过枢密院的审覆，皇帝的引对。
三班院负责向枢密院推荐走马承受的人选。
设置勾当三班院公事、同勾当三班院公事。主薄一至二人。
元丰改制后三班院被改组为吏部侍郎右选，三班使臣改称小使臣。